# Quốc lộ 43 (Hàn Quốc)
Quốc lộ 43 (Tiếng Hàn: 국도 제 43호선, Gukdo Je Sasip-sam(43) Hoseon) là một đường quốc lộ ở Hàn Quốc. Nó nối Thành phố Sejong với Cheonan, Pyeongtaek, Hwaseong, Suwon, Seongnam, Seoul, Uijeongbu, và Cheorwon. Đoạn Cheolwon~Kosong nằm ở Triều Tiên.